# 浅野貴博
浅野 貴博（あさの たかひろ、1978年〈昭和53年〉4月5日 - ）は、日本の政治家。自由民主党所属の北海道議会議員（3期）。
衆議院議員（1期）、新党大地代表代行、新党大地・真民主幹事長代行などを歴任。北海道留萌市在住。

## 人物
1978年（昭和53年）4月5日、北海道釧路市で酪農家の子として誕生。北海道釧路湖陵高等学校を経て、関西外国語大学国際言語学部卒業後、神戸大学大学院国際協力研究科へ進み、国際協力研究課程を専攻。
2003年（平成15年）に出身地の政治家である鈴木宗男の事務所スタッフとなった後、鈴木の秘書となる。2009年（平成21年）8月30日の第45回衆議院議員総選挙で、新党大地公認候補として比例代表北海道ブロック名簿3位で出馬するが落選。
2010年（平成22年）、鈴木宗男事件で最高裁判所が上告を棄却し、懲役2年の実刑判決が確定したことに伴い、鈴木は9月15日付で衆議院議員を失職した。これにより、浅野が繰り上げ当選となる。鈴木が収監中に政治活動出来ないため、9月23日に鈴木の指名を受け浅野が新党大地の代表代行を務める。
2011年（平成23年）12月28日に内閣総理大臣野田佳彦が打ち出した消費増税策に反対し、松木謙公ら10人が民主党を離党。浅野と鈴木は同じ北海道出身で鈴木の中選挙区時代の地盤の一部だった北海道12区出身の松木と接近し、更に鈴木の現在の地元選挙区北海道11区の選出議員で無所属となっていた石川知裕が加わった上で新党大地を発展解消させ「大地・真民主党」を結党すると表明した。これには同じ民主党出身の横峯良郎と新党日本から民主党系会派に所属していた平山誠の両参議院議員が合流して国会議員5人という政党交付金獲得の要件を満たし、翌2012年（平成24年）1月5日に「新党大地・真民主」として東京都選挙管理委員会に政治団体結成を届け出た。新党大地・真民主では浅野は幹事長代行となり、第46回衆議院議員総選挙では北海道10区から出馬するも小選挙区で敗北し、比例復活もならず落選。2013年7月21日に行われた第23回参議院議員通常選挙に、北海道選挙区から新党大地公認で出馬するも落選。

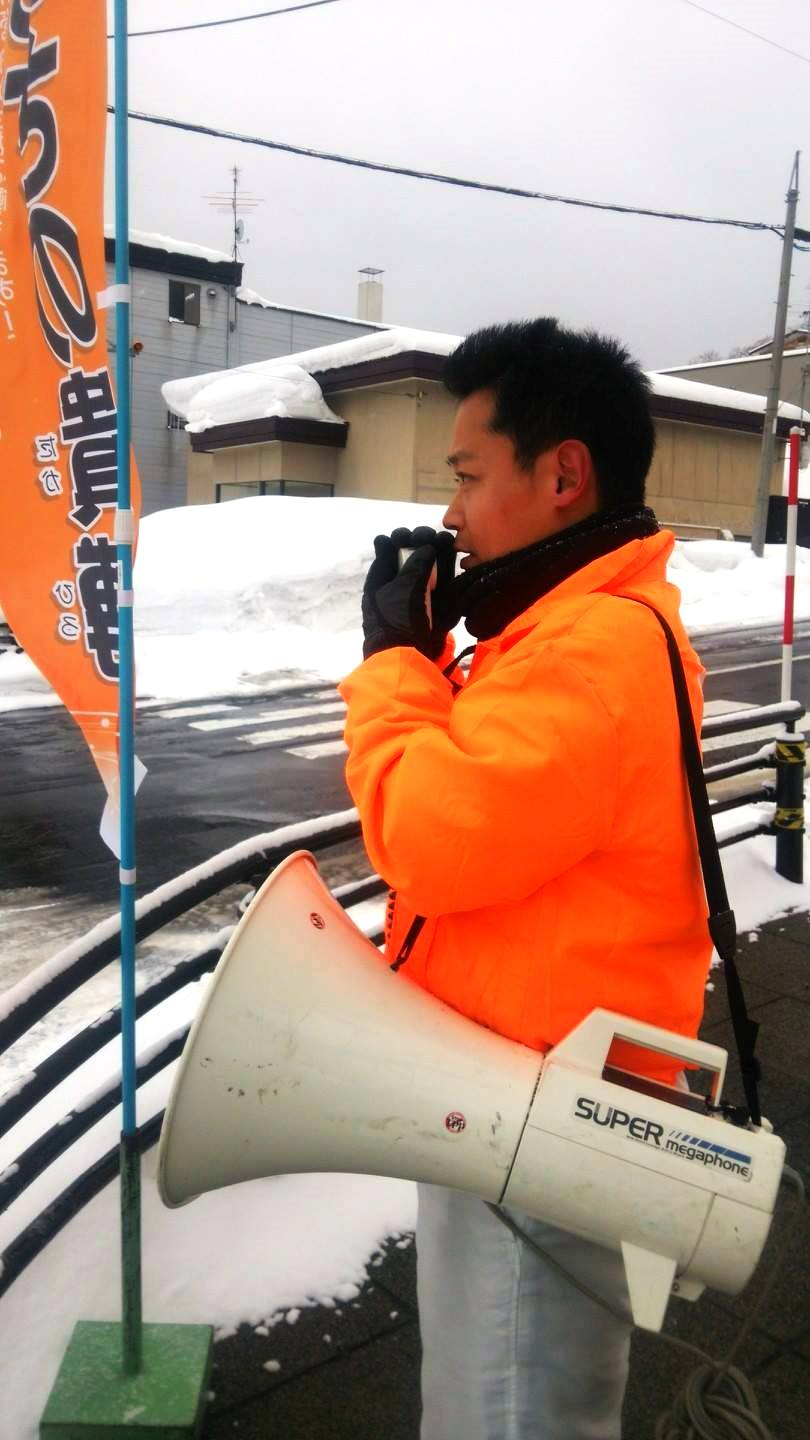
留萌市内で街頭演説する浅野（2015年1月2日）

2015年4月の北海道議会議員選挙において、新設された留萌地域選挙区より出馬し初当選した。
道議会での会派は、当選後は北海道結志会に所属。2018年8月10日に結志会を離脱し、無所属となる。同年10月9日、自由民主党への入党が認められたことを受け、同月25日に自由民主党・道民会議に入会。2019年の道議選では自民党公認、公明党・新党大地推薦で出馬し、2選。2023年の道議選でも自民党公認、公明党・新党大地推薦で出馬し、3選。